# 莫里耶
莫里耶（法語：Moriers，法語發音：[mɔʁje]）是法国厄尔-卢瓦省的一个市镇，属于沙托丹区。

## 地理
莫里耶（48°12'54"N, 1°26'17"E）面积9.03 平方千米，位于法国中央-卢瓦尔河谷大区厄尔-卢瓦省，该省份为法国北部内陆省份，北起顺时针与厄尔省、伊夫林省、埃松省、卢瓦雷省、卢瓦-谢尔省、萨尔特省和奧恩省接壤。
与莫里耶接壤的市镇（或旧市镇、城区）包括：普雷圣马丹。

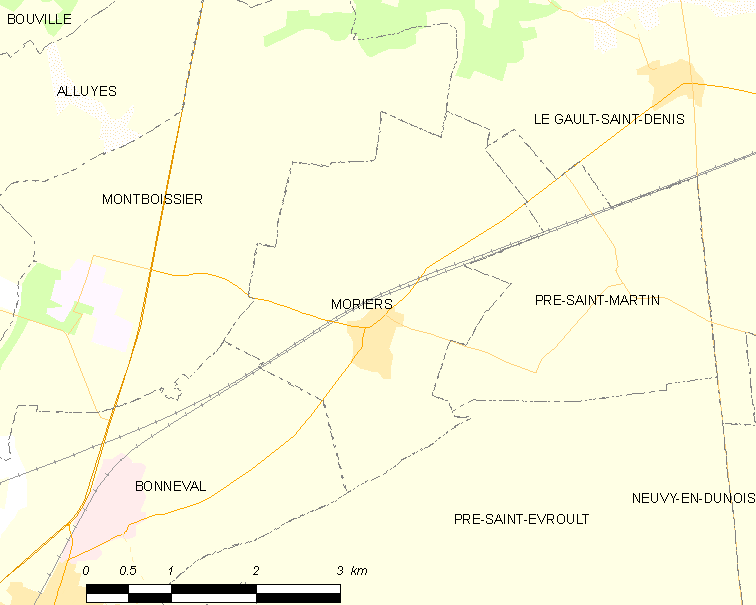
莫里耶的OSM定位图

莫里耶的时区为UTC+01:00、UTC+02:00（夏令时）。

## 行政
莫里耶的邮政编码为28800，INSEE市镇编码为28270。

## 政治
莫里耶所属的省级选区为沙托丹县。

## 人口

1962-2008年间莫里耶人口变化图示

莫里耶于2022年1月1日时的人口数量为223人。